# Live from Earth
Live from Earth è il primo album dal vivo di Pat Benatar, pubblicato nel 1983. Contiene anche due tracce inedite da studio, Love Is a Battlefield e Lipstick Lies.
Il disco, prodotto da Neil Giraldo e Peter Coleman, ha raggiunto la tredicesima posizione nella classifica di vendita Billboard 200, vendendo più di un milione di copie.
Nello stesso anno fu pubblicata anche una videocassetta intitolata Pat Benatar in Concert che contiene però brani diversi da quelli del disco. Il video è stato in seguito ripubblicato in versione DVD con il nuovo titolo di Live from New Haven.

## Tracce
1. Fire and Ice – 3:46
2. Lookin' for a Stranger – 3:28
3. I Want Out – 4:05
4. We Live for Love – 3:39
5. Hell Is for Children – 6:06
6. Hit Me With Your Best Shot – 3:07
7. Promises in the Dark – 5:14
8. Heartbreaker – 4:21
9. Love Is a Battlefield – 5:25
10. Lipstick Lies – 3:51

## Formazione
- Pat Benatar – voce
- Neil Giraldo – chitarra
- Charlie Giordano – tastiere
- Roger Capps – basso
- Myron Grombacher – batteria